# Kudlago Island
Kudlago Island – mała niezamieszkana wyspa w Zatoce Frobishera, w Archipelagu Arktycznym, w regionie Qikiqtaaluk, na terytorium Nunavut, w Kanadzie. W pobliżu Kudlago Island położone są wyspy: Crimmins Island, Jenvey Island, Pichit Island, Sale Island i Sybil Island.